# Pascale Ourbih
Pascale Ourbih, née à Alger, est une actrice franco-algérienne. Elle est connue pour être l'interprète principale du film Thelma de Pierre-Alain Meier. Elle mène aussi un engagement politique avec Europe Écologie Les Verts.

## Biographie
Pascale Ourbih est une femme trans. Elle a travaillé comme mannequin. Elle a été présidente du festival Chéries-Chéris de Paris, d'avril 2008 à novembre 2013.
Elle tourne dans la saison 2 de la série de Tonie Marshall, Vénus et Apollon, dans le rôle d'Anita, la compagne transgenre du personnage de Suzy interprété par l'actrice Maria de Medeiros, mère avec elle d'une petite fille, soulevant ainsi les questions d'actualité liée à l'homoparentalité et de l'égalité des droits pour chaque citoyen quels que soient son genre ou sa sexualité.
Fin 2009, elle achève le tournage de la série La Nouvelle Maud, de Bernard Malaterre, dans laquelle elle joue le rôle de Loulabelle (diffusion sur France 3 en juin 2010), rôle qu'elle reprend au printemps 2012 pour La Nouvelle Maud, saison 2 sous la direction de Régis Musset, pour France 3.
Pascale Ourbih s'est aussi engagée en politique, dans des partis et des associations (droits humains, écologie, lutte contre le sida). Aux élections municipales de 2008 à Paris, elle est tête de la liste d'Europe Écologie Les Verts dans le 16e arrondissement. Elle arrive en septième et dernière position avec 2,42 % des voix. Elle reconduit une liste aux élections de 2014, et obtient 2,31 % des voix et la même position.

## Filmographie

### Cinéma
- 2001 : Thelma de Pierre-Alain Meier
- 2005 : Cinématon de Gérard Courant
- 2008 : La Femme invisible d'Agathe Tessier
- 2010 : The Final Girl de Todd Verow[4]

### Télévision
- 2008 : Nous n'irons plus au bois de Josée Dayan, documentaire
- 2009 : Vénus et Apollon de Pascal Lamani, saison 2
- 2010 : La Nouvelle Maud de Bernard Malaterre, deux saisons

## Expositions
- 2011 : Collages de Kader Attia, pour l'exposition Paris-Delhi-Bombay… organisée au Centre national d'art et de culture Georges-Pompidou du 25 mai au 19 septembre 2011[5]